# Paul Etier
Paul Etier, né le 19 mai 1863 à Founex et mort le 9 août 1919 à Saint-Cergue, est une personnalité politique suisse, membre du Parti radical-démocratique,.

## Biographie
De confession protestante, originaire de Founex, Paul Etier est le fils de Jean-Marc Etier et de Joséphine Lacroix. Il épouse Marguerite Keller. Il fait des études de mathématiques à l'Université de Zurich et de droit à l'Université de Lausanne. Il fait un stage de notariat dans le Jura puis obtient un diplôme de géomètre en 1886 avant de travailler comme hydrographe pour le Bureau topographique fédéral dès 1889, puis comme agent voyer de l'État de Vaud à Nyon entre 1891 et 1897. Il est en outre délégué du canton au conseil d'administration des Chemins de fer fédéraux (CFF), président de la fondation Pro Sempione et administrateur de plusieurs compagnies privées de chemins de fer. Il est en outre Vénérable (président) de la loge de la Vraie Union à Nyon et colonel du génie dans l'Armée suisse,.

### Carrière politique
Membre du Parti radical-démocratique, Paul Etier est député au Grand Conseil vaudois entre 1897 et 1901. Il est élu au Conseil d'État vaudois le 27 décembre 1901 ; il y est responsable du département militaire jusqu'au 11 novembre 1906, puis du département des travaux publics jusqu'en 1919,.